# Acalvaria
Acalvaria – wada rozwojowa polegająca na braku kości sklepienia czaszki (łac. calvaria – sklepienie czaszki), opony twardej i mięśni tej okolicy. Kości twarzoczaszki są prawidłowo ukształtowane.